# Sabāthu
Sabāthu är en ort i Indien.   Den ligger i distriktet Solan och delstaten Himachal Pradesh, i den norra delen av landet, 260 km norr om huvudstaden New Delhi. Sabāthu ligger 1 235 meter över havet och antalet invånare är 6 691.
Terrängen runt Sabāthu är kuperad. Runt Sabāthu är det tätbefolkat, med 343 invånare per kvadratkilometer. Närmaste större samhälle är Solan, 13,3 km sydost om Sabāthu. I omgivningarna runt Sabāthu växer i huvudsak blandskog.